# Rallye China
Die Rallye China wird seit 1997 ausgetragen. Erstmals wurde sie als Weltmeisterschaftslauf (WRC) im Jahr 1999 ausgetragen. Die Rallye wurde auf Schotterstraßen gefahren, rund um die Stadt Shaoguan in der Provinz Guangdong.
Didier Auriol (Toyota Corolla WRC) gewann vor Richard Burns (Subaru Impreza) und Carlos Sainz senior (Toyota Corolla). Die zum Teil chaotisch abgehaltene Rallye kämpfte mit Problemen bei den Überfahrten der Verbindungstücken zu den einzelnen Wertungsprüfungen und in den letzten WPs setzte auch noch starker Regen ein.
Da die Sponsorensuche für die Rallye schwierig war, sowie die Infrastruktur nur bedingt die FIA zufriedenstellen konnte, fand in den folgenden Jahren keine Rallye-Weltmeisterschaftslauf mehr in der Volksrepublik China statt.
Erst im Jahr 2016 wurde die Rallye China wieder in den WRC-Kalender aufgenommen.

## Gesamtsieger
| Jahr | Rallye                      | Fahrer                    | Beifahrer                 | Fahrzeug                   |
| ---- | --------------------------- | ------------------------- | ------------------------- | -------------------------- |
| 1997 | 01. 555 China Rally         | Colin McRae               | Nicky Grist               | Subaru Impreza S3          |
| 1998 | 02. 555 China Rally         | Colin McRae               | Nicky Grist               | Subaru Impreza S3          |
| 1999 | 03. 555 China Rally         | Didier Auriol             | Denis Giraudet            | Toyota Corolla WRC         |
| 2000 | 04. 555 China Rally         | Possum Bourne             | Mark Stacey               | Subaru Impreza WRX         |
| 2001 | 05. Rally of China Shaoguan | Domenico Caldarola        | Dario D’Esposito          | Mitsubishi Lancer Evo VI   |
| 2002 | 06. Rally of China Shaoguan | Karamjit Singh            | Allen Oh                  | Proton Pert                |
| 2004 | 07. China Rally             | Katsuhiko Taguchi         | Mark Stacey               | Mitsubishi Lancer Evo VIII |
| 2005 | 08. China Rally             | Jussi Välimäki            | Mikko Markkula            | Mitsubishi Lancer Evo VIII |
| 2006 | 09. Rally China Longyou     | Cody Crocker              | Benjamin Atkinson         | Subaru Impreza             |
| 2007 | 10. Rally China Longyou     | Cody Crocker              | Benjamin Atkinson         | Subaru Impreza STi N12     |
| 2008 | 11. Rally China Longyou     | Cody Crocker              | Benjamin Atkinson         | Subaru Impreza WRX         |
| 2009 | 12. Rally China Longyou     | Cody Crocker              | Benjamin Atkinson         | Subaru Impreza STi         |
| 2010 | 13. Rally China Longyou     | Mark Higgins              | Robbie Durant             | Mitsubishi Lancer Evo IX   |
| 2011 | 14. Rally China Longyou     | Alister McRae             | William Hayes             | Proton Satria Neo S2000    |
| 2012 | 15. Rally China Longyou     | Alister McRae             | William Hayes             | Proton Satria Neo S2000    |
| 2013 | 16. Rally China Longyou     | Esapekka Lappi            | Janne Ferm                | Škoda Fabia S2000          |
| 2014 | 17. Rally China Longyou     | Chris Atkinson            | Stéphane Prévot           | Volkswagen Golf SCRC       |
| 2015 | 18. Rally China Longyou     | Pontus Tidemand           | Emil Axelsson             | Škoda Fabia R5             |
| 2016 | 19. Rally China Longyou     | abgesagt wegen Hochwasser | abgesagt wegen Hochwasser | abgesagt wegen Hochwasser  |